# منعم مونا
منعم مونا (بالبنغالية: মোনেম মুন্না) هو لاعب كرة قدم بنغلاديشي في مركز قلب الدفاع، ولد في 9 يونيو 1966 في دكا في بنغلاديش، وتوفي بنفس المكان في 12 فبراير 2005.

## وصلات خارجية
- منعم مونا على موقع ناشيونال فوتبول تيمز (الإنجليزية)